# Autoroute M62 (Grande-Bretagne)
Pour les articles homonymes, voir M62.
L’autoroute britannique M62 (M62 motorway) est une autoroute ouest-est qui traverse les Pennines dans le Nord de l'Angleterre, reliant les villes de Liverpool et Kingston-upon-Hull via Manchester et Leeds. La route fait partie des routes européennes E20 (qui relie Shannon à Saint-Pétersbourg) et E22 (qui relie Holyhead à Ichim). Elle mesure 172 km de long. Sur 11 km elle recoupe la M60 aux alentours de Manchester. Le premier projet de construction de la M62 fut présenté dans les années 1930, et fut d'abord conçu comme celui de deux routes séparées. L'autoroute fut construite par étapes entre 1971 et 1976 ; les travaux commencèrent à Pole Moor et s'achevèrent à Tarbock dans la périphérie de Liverpool. La M62 comprit la terminaison nord de la Stretford-Eccles bypass, route construite entre 1957 et 1960. En prenant en compte l'inflation en 2007, la construction a coûté approximativement 765 millions £. L'autoroute est relativement chargée, avec un trafic quotidien moyen de 100 000 voitures dans le Yorkshire ; certains points du parcours sont sujets aux embouteillages, en particulier entre Leeds et Huddersfield dans le West Yorkshire.
L'histoire de l'autoroute a été marquée par l'explosion d'une bombe dans un autocar le 4 février 1974 et par un accident ferroviaire à Selby le 28 février 2011. L'autoroute est aussi connue pour une particularité : la Stott Hall Farm, une ferme, est située entre les deux parties de l'autoroute, qui furent séparées lors de la construction en raison de la nature du terrain à cet emplacement, préservant le bâtiment et ses terrains. La ferme est aujourd'hui un site connu dans le West Yorkshire.
L'autoroute passe par les villes de Salford, Manchester, Bradford et Leeds. Entre Liverpool et Manchester, et à l'est de Leeds, elle se trouve sur un terrain relativement plat, alors qu'entre Manchester et Leeds, elle traverse les montagnes Pennines. Elle atteint l'altitude de 372 m (la plus haute altitude pour une autoroute dans le Royaume-Uni) sur Windy Hill près de la Saddleworth Moor (53° 37′ 47″ N, 2° 01′ 07″ O),,.

## Historique

### Origines du projet
C'est dans les années 1930 que les autorités chargées de la gestion des routes des comtés du Lancashire et du Yorkshire se mirent d'accord sur la nécessité de construire une route pour les relier. Au même moment la construction d'une autre route entre Liverpool et Hull fut également envisagée pour connecter les deux ports aux industries du Yorkshire.
Après la Seconde Guerre mondiale le Secretary of State for Transport nomma des ingénieurs pour examiner les standards routiers entre l'A580 à Swinton (Grand Manchester) et l'A1 près de Selby. En 1949, le plan routier annuel pour le South Lancashire spécifia le besoin de transformer en voie rapide l'A580, d'y implémenter un croisement dénivelé et de réaliser des rocades à Huyton et Cadishead. En 1952, le tracé d'une route traversant les Pennines, nommée The Lancashire–Yorkshire Motorway, fut mis en place, et Ferrybridge fut choisi comme terminus est plutôt que Selby. À la fin des années 1960 la proposition d'une transformation de l'A580 en voie express à Lancashire fut considérée inadéquate, tandis qu'établir un lien entre Liverpool et le réseau autoroutier devenait une priorité urgente. Le tracé d'autoroute Lancashire-Yorkshire fut lui aussi remis en cause, dans la mesure où il ne desservait pas suffisamment plusieurs villes industrielles du Yorkshire. Lorsque James Drake visita les États-Unis en 1962, son observation du système des Interstate highways le conduisit à décider que la Merseyside Expressway, planifiée pour rejoindre Liverpool et l'autoroute britannique M6, aurait besoin d'une extension vers la Stretford-Eccles Bypass (M63), ce qui constituerait une autoroute continue de Liverpool à Ferrybridge (la liaison entre Ferrybridge et Hull n'ayant pas été considérée avant 1964). Au début ces plans étaient impopulaires et n'étaient pas soutenus par le Département des Transports ; ils furent néanmoins ajoutés au Road Plan en 1963.

### La construction

#### L'autoroute intérieure de Liverpool
Au début, Liverpool devait disposer d'une autoroute urbaine, à l'instar de Manchester, Leeds et Newcastle, qui eurent respectivement l'A57(M), l'A58(M), l'A64(M) et l'A167(M). La M62 devait se terminer sur l'Inner Motorway, mais puisque l'Inner Motorway ne fut pas construite, la connexion avec la M62 ne fut pas édifiée non plus. Le tracé proposé suivait le chemin de fer à l'intérieur de Liverpool jusqu'à la gare de Edge Hill, et comprenait des jonctions avec Rathbone Road et Durning Road, avec un terminus sur l'Islington Radial.

#### À l'ouest de Manchester
À l'origine la section de la M62 à l'ouest de Manchester devait constituer une autoroute séparée reliant Liverpool à Salford ; cependant, il fut considéré qu'une autoroute continue entre Leeds et Liverpool était davantage faisable,. La construction de l'autoroute entre Liverpool et Manchester commença en 1971, avec la construction d'une connexion entre la M57 et la M6. En même temps, une connexion de la M6 à Manchester était envisagée, ce qui nécessitait le drainage du terrain. Cette section fut achevée en août 1974 ; la liaison entre Ferrybridge et Tarbock était complète.
La section entre Tarbock et Liverpool fut la dernière à être réalisée, en 1976, en raison des difficultés posées par la construction d'une autoroute en milieu urbain. Au total, deux viaducs, dix ponts et sept tunnels devaient être construits pour sécuriser l'intégrité structurelle des zones résidentielles attenantes. L'autoroute ne fut construite que jusqu'à la Queens Drive (A5058) (Junction 4) ; les trois premières jonctions ne furent pas construites.

#### Dans le Grand Manchester

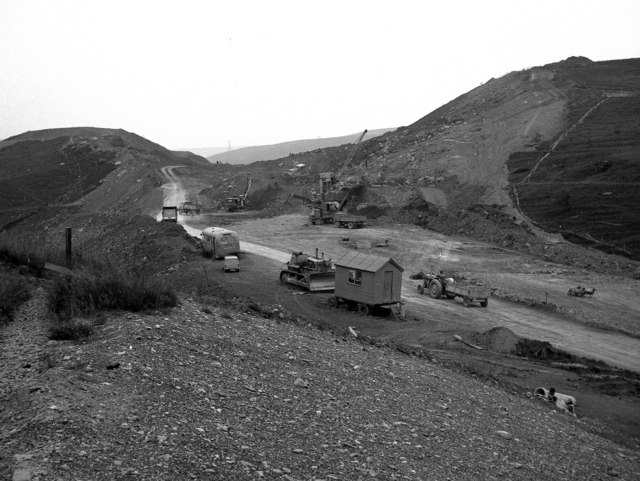
Le début des travaux à Milnrow, en 1968

La première section de la M62 qui fut construite fut la rocade Stretford-Eccles, qui couvre aujourd'hui les jonctions 7 à 13 de la M60. Les travaux débutèrent en 1957 et la section ouvrit en 1960.
Deux autoroutes séparées étaient planifiées : la M52 de Liverpool jusqu'à Salford ; la M62 de Pole Moor à la rocade Stretford-Eccles. La section située entre l'échangeur, la rocade Stretford-Eccles et Salford est aujourd'hui occupée par la M602.
La section Eccles-Pole Moor fut ouverte en 1971,. Entre Eccles et Pole Moor, 67 croisements de l'autoroute étaient requis, dont sept viaducs et huit jonctions.

#### Entre Windy Hill et Lofthouse

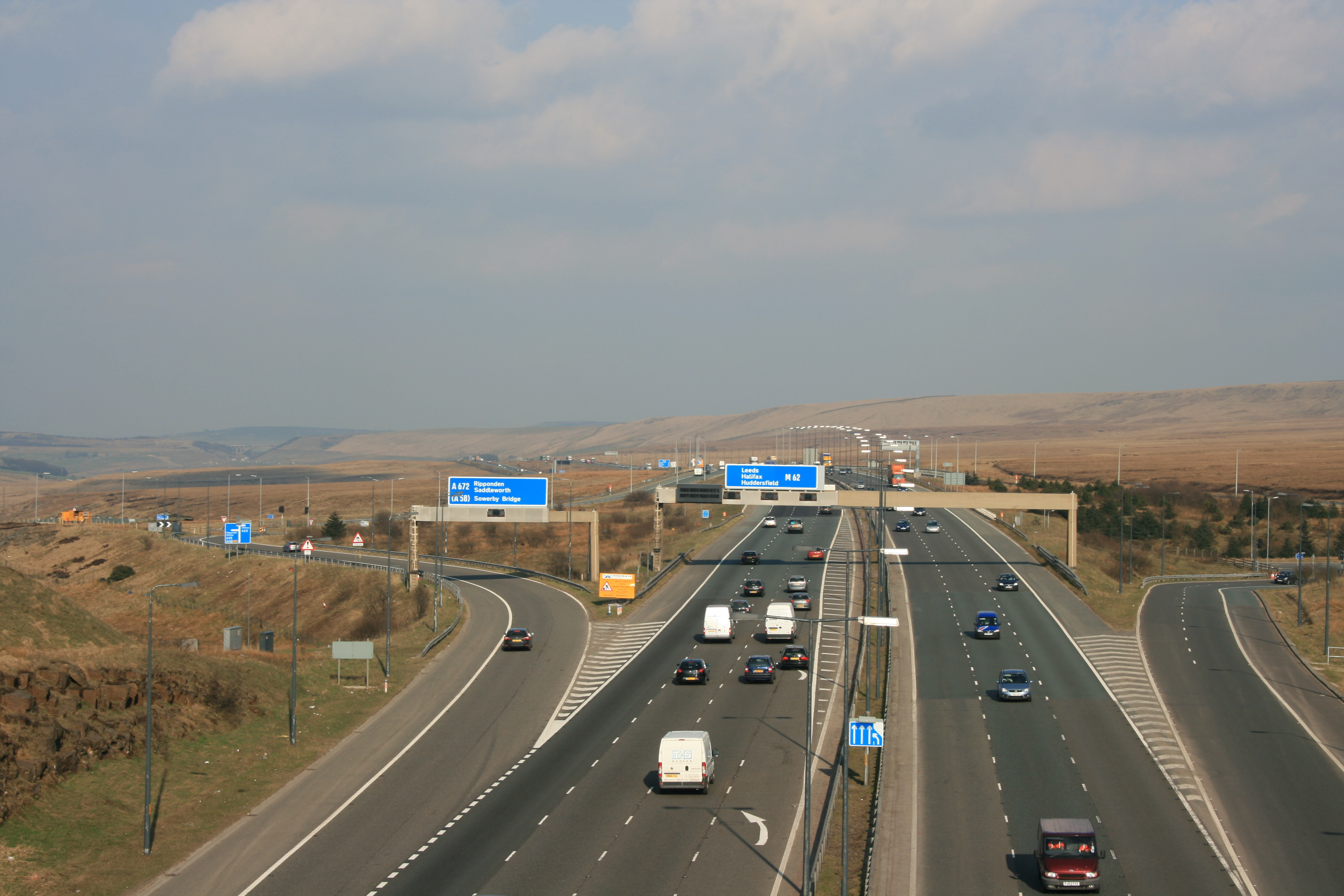
M62 J22, le point où l'autoroute atteint son altitude maximum, tel qu'il est vu depuis la Pennine Way.

La première partie de la section de l'autoroute dans le Yorkshire fut achevée en 1970, entre la frontière du comté à Windy Hill et Outlane,. La construction de la portion entre Windy Hill et Pole Moor fut rendue difficile par le terrain accidenté, de nombreuses tourbières et de mauvaises conditions climatiques. Pour la construire, 9 200 000 m3 de terrain furent déplacés, dont 6 100 000 m3 étaient constitués de roche solide ; 500 000 m3 étaient composés de tourbe qui devait être séparée des strates rocheuses (elle fut déposée sur les flancs de coteaux bordant l'autoroute). De surcroît, la géologie des landes traversées obligea les ingénieurs à séparer les voies de l'autoroute sur 1,2 km au milieu de cette portion (ce qui résulta en la sauvegarde de Stott Hall Farm),. Deux ouvrages d'art notables étaient le pont portant la Pennine Way, qui descend en courbe sur des porte-à-faux de 26 m, et le pont de Scammonden, souvent considéré comme ayant la plus longue travée unique sur un pont qui ne soit pas à suspension en Grande-Bretagne qui porte une B road à 37 m au-dessus de l'autoroute. La construction de la section de 1,6 km entre Pole Moor et Outlane rencontra moins de problèmes, ayant eu lieu en été, avec un climat plus favorable. En même temps, une section était construite entre Gildersome et Lofthouse ; la construction d'un échangeur nécessita la démolition d'une importante partie du village de Tingley.

Panorama en direction du sud depuis Booth Moor, Calderdale, sur la M62 Motorway, du pont de Scammonden à Windy Hill. La Stott Hall Farm peut être vue entre les voies est et ouest.

#### À l'est de Lofthouse
Deux contrats furent accordés pour la section de la M62 entre Lofthouse et Ferrybridge en 1972 ; ils furent tous deux achevés en 1974,. Pour le premier contrat, des précautions étaient nécessaires dans le cadre de la traversée de la rivière Calder en raison des alluvions dans son soubassement ; pour le second contrat, la prudence fut de mise étant donné que l'autoroute était construite sur d'anciennes exploitations de houille.

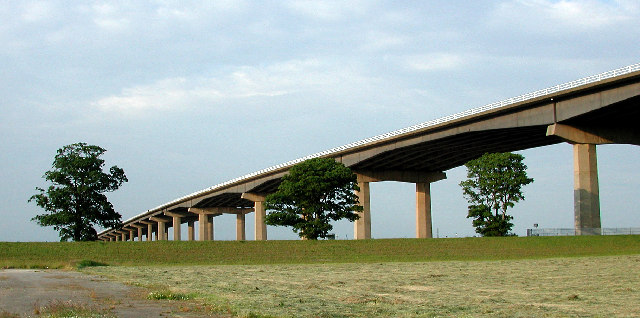
Le pont sur la Ouse du Yorkshire depuis la plaine inondable bordant la rivière.

Les sections entre Ferrybridge et North Cave furent les dernières sections de l'autoroute à avoir été conçues et construites. Est notable le pont traversant la rivière Ouse à l'ouest de Goole : l'ouvrage d'art, construit à partir de janvier 1973, s'étend sur près de 1,6 km de long et s'élève à 30 m au-dessus du sol. Son édification fut compliquée par des problèmes de livraison : « l'approvisionnement en acier [causait] des maux de têtes chroniques »,, et par l'effondrement partiel de la structure, à cause de boulons rejoignant une traverse à un tréteau. Ces difficultés retardèrent l'ouverture de toute la section à l'est de Goole jusqu'en mai 1976,.

### Développements ultérieurs

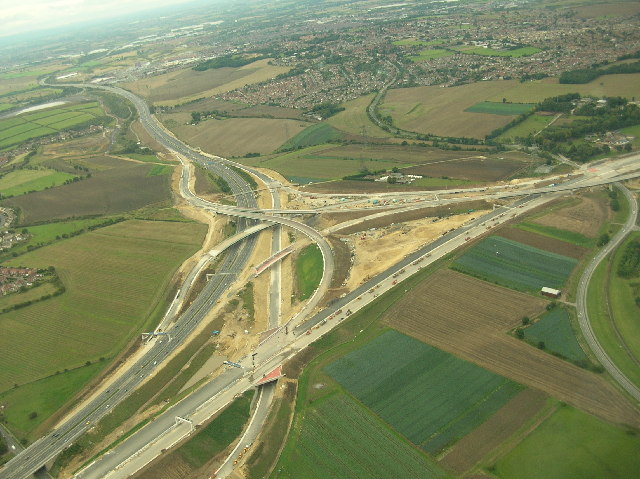
La Jonction 32a en construction en septembre 2005.

En 1987, le Département des Transports proposa la création d'un itinéraire de délestage au tracé parallèle à celui de la M62 pour réduire les embouteillages autour de Manchester. Cette nouvelle route aurait été limitée au trafic à longue distance, tandis que l'axe courant, qui faisait partie de la Manchester Outer Ring Road (la rocade extérieure de Manchester) (aujourd'hui M60), aurait été réservé au trafic local. Était également suggérée la fermeture de la Jonction 13. Ces mesures furent considérées comme une amélioration à long terme en 1994 ; pourtant, elles furent annulées le 23 novembre 1995.
En 2000, la section de la M62 entre les échangeurs d'Eccles et de Simister (Jonctions 12 à 18) fut réattribuée à la M60. Depuis lors, deux nouvelles jonctions ont été ouvertes : en décembre 2002, la Jonction 8, jusqu'alors inexistante, fut ouverte pour permettre l'accès à la route A574 et à l'Omega Development Site ; en janvier 2006, la Jonction 32a fut ouverte pour relier l'autoroute à la route A1(M). La première voie réservée aux véhicules à occupation multiple du Royaume-Uni sur une autoroute a été ouverte par la suite à la Jonction 26 ; elle est accessible aux véhicules avec plus d'un passager allant vers l'est depuis la M606.
Il a été proposé en 2009 d'élargir l'autoroute entre les Jonctions 25 et 28 pour réduire les embouteillages qui y sont fréquents.

## Points notables

### Stott Hall Farm

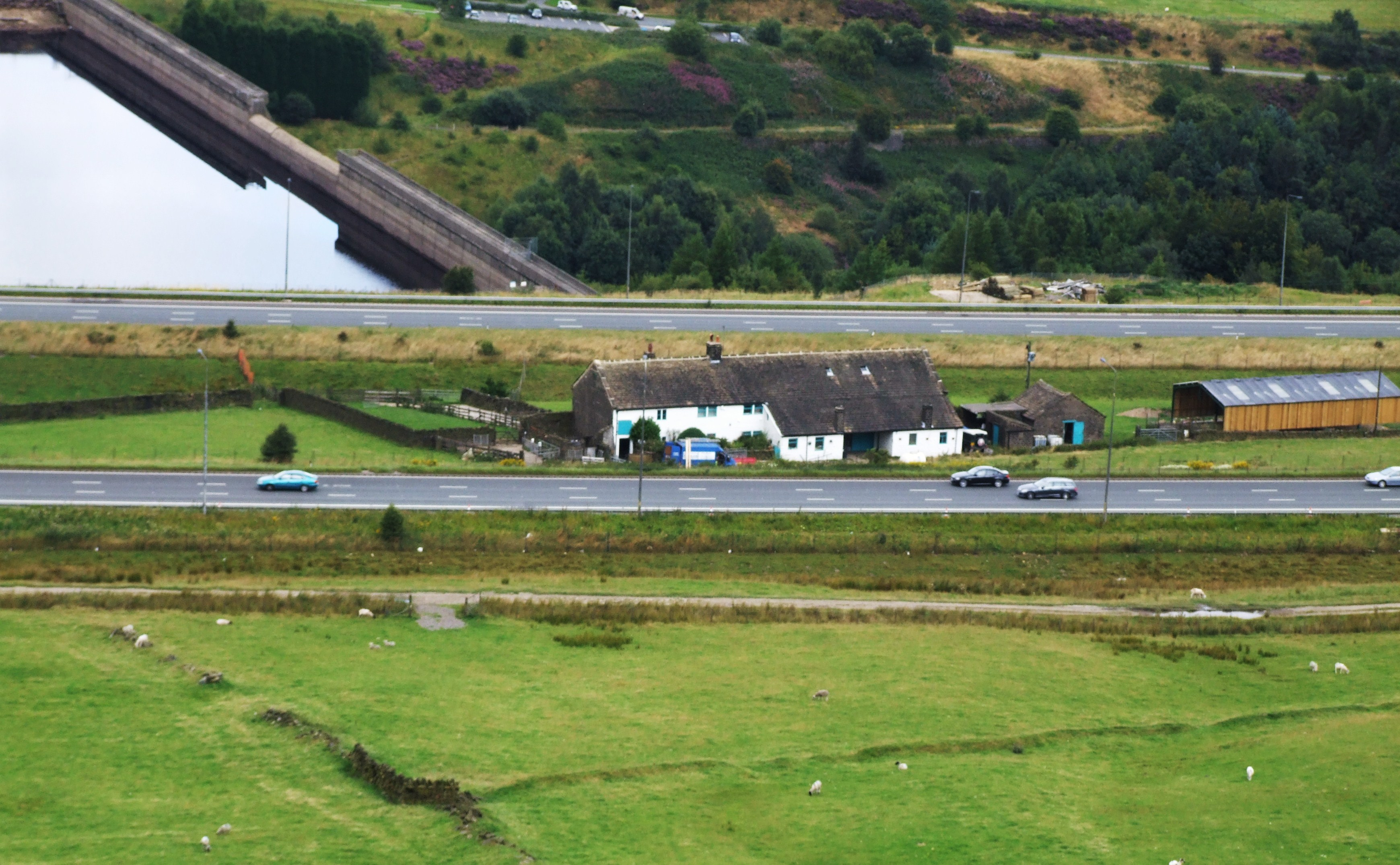
La Stott Hall Farm, vue depuis Moorland.

Stott Hall Farm (53° 38′ 30″ N, 1° 57′ 08″ O) est une ferme du XVIIIe siècle située sur Windy Hill, entre les deux chaussées de l'autoroute entre les jonctions 22 et 23,,. La route bifurque autour de la ferme pour des raisons d'ingénierie dues à la géologie du terrain, bien qu'une légende urbaine persiste qui voudrait que l'autoroute ait été séparée en deux en raison du refus des propriétaires de vendre leur terrain durant la construction. En raison de son isolement dans les Pennines, la ferme est souvent surnommée La Petite Maison dans la prairie ; elle est ainsi nommée à la radio, par exemple par Sally Boazman aux informations routières sur BBC Radio 2. La ferme est aujourd'hui séparée de l'autoroute par des glissières de sécurité et une grande barrière, afin d'éviter que le bétail n'aille sur l'autoroute, et que la ferme soit accessible depuis celle-ci,. La ferme, qui était occupée par Ken et Beth Wild au moment de l'ouverture de l'autoroute, est à présent gérée par Paul Thorp. C'est l'un des dix lieux les plus connus sur le réseau autoroutier du pays et l'un des lieux les plus connus du Yorkshire de l'Ouest. La ferme a été utilisée comme lieu de tournage d'un des premiers épisodes de la série Where the Heart Is d'ITV1 ; elle a été le sujet d'un court documentaire télévisé.

### Embouteillages

Graphique du trafic entre 1999 et 2006.

La portion entre Halifax et Gildersome est l'une des plus embouteillées de Grande-Bretagne ; elle arrive régulièrement à saturation à la Jonction 27.
Le trafic quotidien moyen annuel a été de 100 000 voitures à l'est de Pennines (Jonction 22) et de 78 000 voitures à l'est des montagnes, en 2006. En 1990, il était respectivement de 90 000 et 70 000. À titre de comparison, la M25, l'autoroute la plus utilisée du Royaume-Uni, comptait 144 000 véhicules entre ses jonctions 7 et 23 en 2006.

## Tracé

Le tracé de la M62 par rapport aux quatre grandes villes qu'elle dessert : Liverpool, Manchester, Leeds et Hull.

L'autoroute passe par Warrington, Manchester, Huddersfield, Halifax, Bradford, Leeds et Wakefield ; les villes de Huyton, St Helens, Widnes, Bury, Rochdale, Dewsbury, Pontefract, Selby et Goole sont aussi considérées comme destinations principales sur le tracé. La M62 est le terminus de deux autoroutes : la M57, près de Prescot, et la M18, près de Rawcliffe. Elle possède quatre routes annexes : la M602, qui dessert Manchester, la A627(M), qui dessert Oldham et Rochdale, la M606, qui dessert Braford, et la M621, qui dessert Leeds. Bien que Hull soit listée comme destination principale, l'autoroute rétrograde près de North Cave, à 26 km à l'ouest de Hull.
L'autoroute commence sur Queen's Drive, sur la rocade moyenne de Liverpool ; elle s'oriente ensuite vers l'est jusqu'à la rocade extérieure de Liverpool, la M57. Il y a quatre sorties menant à Warrington : Junction 7, un échangeur avec l'A57, Junction 8, près duquel se trouve un magasin IKEA, Junction 9, un échangeur avec l'A49, qui devait elle-même être une autoroute à l'origine, et Junction 11. Junction 10 est un échangeur avec la M6. La M62 traverse ensuite Chat Moss avant de rencontrer la M60.

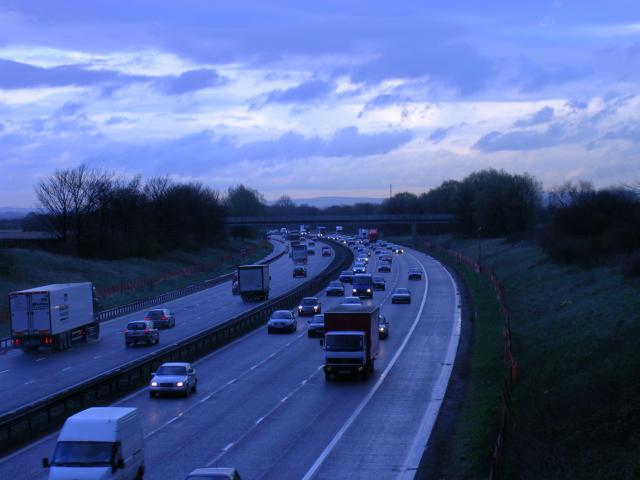
La M62 près d'Irlam, le terminus est originel, tôt le matin.

Dans l'aire urbaine de Manchester, la M62 partage sept jonctions (12 à 18) avec la M60. La Jonction 13 est située à seulement 0,8 km de la Jonction 13. Le Worsley Braided Interchange dessert les jonctions 14 et 15, et aussi les jonctions 1 et 3 de la M61, qui se termine à Preston.

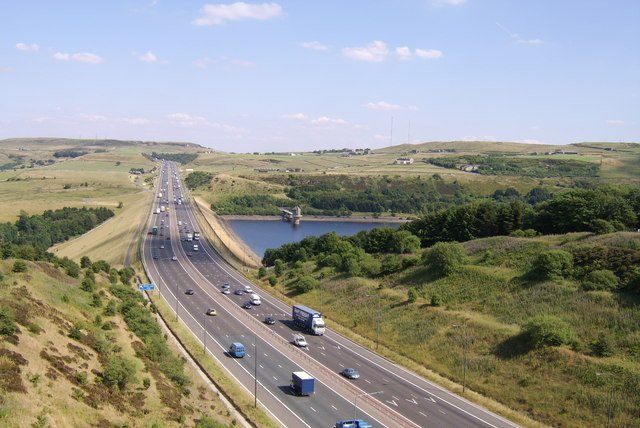
La M62 passe Scammonden Water dans le Yorkshire de l'Ouest.

Près de la Jonction 22, l'autoroute gagne une voie supplémentaire pour gravir Windy Hill avant d'entrer dans le Yorkshire et de croiser l'A672 ; c'est là qu'elle atteint la plus haute altitude pour une autoroute anglaise, à 372 m. La M62 continue dans les Pennines sur 11 km jusqu'à la sortie suivante, passant par Scammonden Water et la Stott Hall Farm. Jonction 23 est ensuite uniquement accessible au trafic allant vers l'ouest ; l'autoroute emprunte ensuite une vallée jusqu'à la Jonction 24 avant de descendre doucement jusqu'à l'échangeur avec l'A644 à la Jonction 25. Entre les Jonctions 22 et 25, la route sert de frontière entre les boroughs de Calderdale et Kirklees.
À la jonction 26, Chain Bar, l'autoroute rencontre plusieurs autres routes : la M606, qui relie Bradford, la A58, qui s'oriente vers Prescot et Wetherby, et la A638, qui va vers Doncaster, puis suit l'ancien tracé de l'A1 en passant par Bawtry et Retford jusqu'à Markham Moor où elle rejoint l'A1. La M62 continue vers l'est ; elle rencontre à la jonction suivante la M621 avant de contourner Leeds par le sud jusqu'à l'échangeur avec la M1, le Lofthouse Interchange, à la Jonction 29. À l'est de Leeds, la M62 dessert Wakefield à la Jonction 30 et traverse la rivière Calder. À la Jonction 32a, elle est traversée par l'A1(M). La jonction suivante dessert l'A162, autrefois l'A1, puis traverse l'Ouse grâce à un pont de 1,6 km de long, avant de continuer sur 16 km vers Hull. Elle dessert Howden, North Cave, et est ensuite rétrogradée pour devenir l'A63.